# Frank Kameny
Franklin Edward Kameny (21 de maio de 1925 - 11 de outubro de 2011) foi um ativista americano dos direitos dos homossexuais. Ele tem sido referido como "uma das figuras mais significativas" no movimento americano pelos direitos gays.
Em 1957, Kameny foi demitido de sua posição como um astrônomo no Exército dos EUA, em Washington, DC por causa de sua homossexualidade, o que o levou a começar 'uma luta hercúlea com o establishment americano' que iria "iniciar um novo período de militância no movimento pelos direitos gays do início dos anos 1960”.
Kameny apelou formalmente de sua demissão pela Comissão do Serviço Civil dos Estados Unidos. Embora malsucedido, o processo foi notável como a primeira reclamação de direitos civis com base na orientação sexual apresentada em um tribunal dos Estados Unidos.